# لاو (مباركة)
لاو هي قرية في مقاطعة مباركة، إيران. يقدر عدد سكانها بـ 222 نسمة بحسب إحصاء 2016.